# Emilio Grimaldi
Emilio Grimaldi (Cornigliano, 3 febbraio 1921 – Genova, 15 aprile 2006) è stato un compositore e scrittore italiano.
Iniziato alla musica pianistica da Alfred Cortot, studiò composizione con Mario Barbieri, pubblicando Preludi, Fantasie, Improvvisazioni per pianoforte, che gli valsero la nomina ad Accademico della Tiberina di Roma. Lo stile di Grimaldi saldamente legato alla tradizione melodica e armonica, pone in evidenza un temperamento schiettamente romantico.
I suoi Preludi sono brevi, libere improvvisazioni, ispirate da fatti e ricordi che, la sera, visitano il compositore nel suo consueto colloquio con il pianoforte.
Emilio Grimaldi è noto per i suoi studi e per le sue monografie letterarie e storiche, particolarmente incentrate su Genova e sul Risorgimento. Ricordiamo tra le sue numerose pubblicazioni Genova romantica e risorgimentale (edito da Sabatelli).